# Prosena rufiventris
Prosena rufiventris là một loài ruồi trong họ Tachinidae.